# Lisa Tucker
Lisa Gabrielle Tucker (Anaheim, California; 13 de junio de 1989) es una cantante y actriz estadounidense, conocida por su participación en la quinta temporada de American Idol, en la que terminó en el décimo puesto.

## Carrera

### Star Searchy primer LP
En 2003, cuando Tucker tenía 13 años, fue una de los finalistas en Star Search, y después de eso, grabó y lanzó su primer LP llamado Please Come Home For Christmas.

### American Idol
A la edad de 16 años, hizo una prueba para la quinta temporada de American Idol en Denver, Colorado, con una canción que también cantó en Star Search, One Moment in Time por Whitney Houston. Simon Cowell dijo que era la mejor de 16 años de edad que alguna vez audicionó para el show. Más tarde, los jueces tomaron una decisión unánime para hacerla pasar a los 24 finalistas de la temporada. Estados Unidos la votó a través del top 12. Mientras estaba en American Idol asistió a las clases de la escuela secundaria con los exfinalistas Paris Bennett y Kevin Covais. Fue eliminada y se le dio el 10º lugar el 29 de marzo de 2006, después de estar en los puestos de descenso con Katharine McPhee y Ace Young.

### Carrera post-Idol
Hizo una aparición especial en The O.C. interpretándose a sí misma en el episodio del baile de graduación. Apareció en la tercera y cuarta temporada de Zoey 101 como Lisa Perkins; su primera aparición fue en el episodio "Michael Loves Lisa", que se emitió el 7 de enero de 2007. En agosto de ese año, Tucker apareció en el programa de telerrealidad Dr. 90210 como instructora de canto para los niños del Dr. Rey. Fue elegida para el piloto de la serie Born in the USA, también por 19 Entertainment. Tuvo un papel recurrente en The Game, donde interpretó a Pucci Wright en la tercera temporada. También tuvo un papel recurrente como Greta Martin en The Vampire Diaries.
Tucker cantó "Then Came You" con Dionne Warwick en el nuevo álbum de Warwick, My Friends & Me.
Tucker actuó como invitado especial en la entrega de premios musicales de Lord Rhaburn en Belice. 
Tucker había firmado anteriormente con la productora Compound Entertainment del artista de grabación Ne-Yo y tenía un contrato de grabación a través de Island Def Jam.
En julio del 2020, lanzó una balada de música country titulada "Fickle".

### Vida personal
Es hija de Stanley y Eleanor Tucker, y tiene dos hermanos mayores: Billy y Stanley III. Sus dos hermanos fueron coristas y coreógrafos para el concierto de Tucker en 2002.
También es compositora, guitarrista, pianista, y está aprendiendo a tocar los tambores.

## Discografía

### Álbumes
- Rocket Baby: Shake, Rattle & Rhyme (2003)
- Star Search - The Finalists (2003)
- Please Come Home for Christmas (2003)
- American Idol Season 5: Encores (2006)
- My Friends & Me (2006)